# Rudi Knees

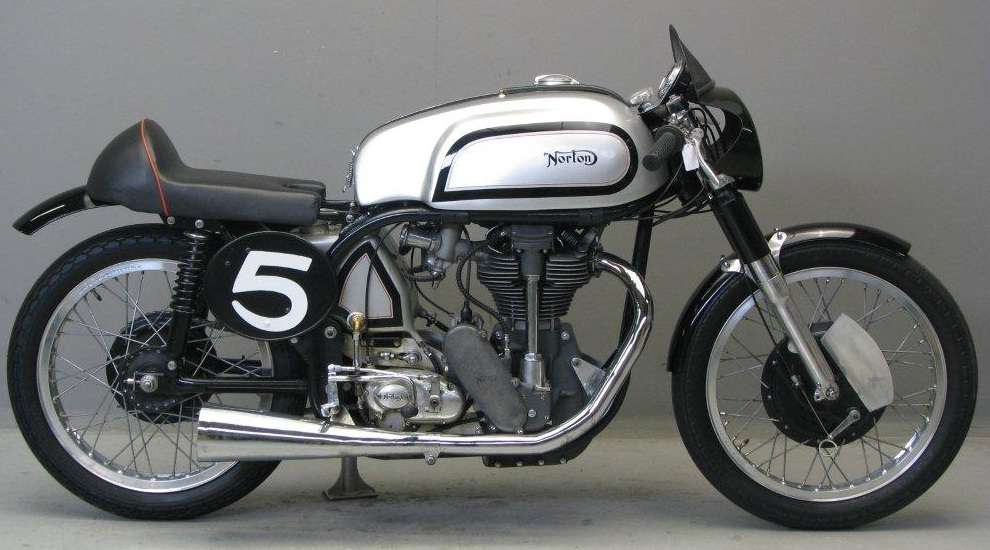
500-cm³-Norton Manx aus dem Jahr 1952

Rudolf „Rudi“ Knees (* 19. Mai 1907 in Danzig; † 16. April 1982) war ein deutscher Motorradrennfahrer.

## Leben
Rudi Knees wuchs in Königsberg auf. Im Alter von 18 Jahren fuhr er zunächst Radrennen, bevor er zum Motorsport wechselte. Er wurde Mannschaftsführer beim NSU-Werksteam. Während des Zweiten Weltkrieges diente er als SS-Obersturmführer an der SS-Kraftfahrschule I in Apeldoorn.

## Karriere
Rudi Knees war 1950 auf einer A.J.S. Deutscher Vizemeister in der 350er-Klasse hinter Heiner Fleischmann (Kompressor-NSU) und vor Siegfried Wünsche (Kompressor-DKW). Er belegte in den Sonderwertungen „Bester Privatfahrer“ und „Bester Saugmotorfahrer“ jeweils den ersten Platz.
In der Saison 1951, beim letzten Lauf zur Deutschen Motorrad-Straßenmeisterschaft auf der Solitude-Rennstrecke bei Stuttgart, kollidierte Knees mit Hans Baltisberger, der daraufhin in der 350-cm³-Klasse nur Gesamtzweiter hinter Roland Schnell wurde. Knees verletzte sich dabei schwer.
1952 gewann Rudi Knees auf einer 500-cm³-Norton Manx nach Siegen beim Dieburger Dreiecksrennen, beim Feldbergrennen, auf der Halle-Saale-Schleife und beim Eilenriederennen in Hannover, die Deutsche Halblitermeisterschaft vor Siegfried Fuß (ebenfalls Norton), Georg Meier (BMW) und Friedel Schön (Horex). Das Rennen auf der Autobahnspinne in Dresden-Hellerau 1952 beendeten Knees und Karl Rührschneck (beide Norton) in „Totem Rennen“.
Auf seiner Lieblingsstrecke, dem Schleizer Dreieck, gewann Rudi Knees 1951 und 1953 drei Rennen und 1953 war er auch auf dem Sachsenring erfolgreich.
Im Jahr 1952 zog Knees mit seiner Familie nach Nagold. Seine Leidenschaft für schnelle Motorräder vererbte er an seinen Sohn Peter (* 4. Dezember 1935 in Königsberg, † 2012 in Nagold). Peter Knees war 1954 Deutscher Juniorenmeister in den Klassen 350 cm³ auf Norton und 500 cm³ auf BMW-RS und 1955 Dritter der Deutschen Motorradmeisterschaft hinter Walter Zeller und Ernst Riedelbauch, beide BMW. In Halle an der Saale siegte Peter Knees 1954 und 1956 mit der 500er BMW-RS. Sein Vater hatte dort 1952 und 1953 auf seiner Norton/500 gewonnen. Bereits 1950 turnte Peter im Seitenwagen von Bruno Ziemer, der aus Danzig stammte. Beim Feldbergrennen am Großen Feldberg im Taunus belegten die beiden mit einer 600-cm³-NSU den zweiten Platz hinter Wilhelm Noll und Fritz Cron auf BMW.
Rudi Knees bestritt noch im Alter von 60 Jahren Formel-V-Rennen. Er starb am 16. April 1982 im Alter von 74 Jahren.

## Statistik

### Erfolge
- 1950 – Bester Saugmotorfahrer in der 350-cm³-Klasse der Deutschen Meisterschaft auf A.J.S.
- 1952 – Deutscher 500-cm³-Meister auf Norton

### Rennsiege
| Jahr | Klasse  | Maschine | Rennen                                | Strecke                  |
| ---- | ------- | -------- | ------------------------------------- | ------------------------ |
| 1951 | 350 cm³ | A.J.S.   | Schleizer Dreieckrennen               | Schleizer Dreieck        |
| 1952 | 500 cm³ | Norton   | Dieburger Dreiecksrennen              | Dieburger Dreieck        |
| 1952 | 500 cm³ | Norton   | Eilenriederennen                      | Eilenriede               |
| 1952 | 500 cm³ | Norton   | Eifelrennen                           | Nürburgring-Nordschleife |
| 1952 | 500 cm³ | Norton   | Halle-Saale-Schleifen-Frühjahrsrennen | Halle-Saale-Schleife     |
| 1952 | 500 cm³ | Norton   | Feldbergrennen                        | Feldbergring             |
| 1953 | 500 cm³ | Norton   | Halle-Saale-Schleifen-Frühjahrsrennen | Halle-Saale-Schleife     |
| 1953 | 350 cm³ | Norton   | Schleizer Dreieckrennen               | Schleizer Dreieck        |
| 1953 | 500 cm³ | Norton   | Schleizer Dreieckrennen               | Schleizer Dreieck        |
| 1953 | 350 cm³ | Norton   | Sachsenring-Rennen                    | Sachsenring              |
| 1954 | 500 cm³ | Norton   | Halle-Saale-Schleifen-Rennen          | Halle-Saale-Schleife     |
| 1955 | 500 cm³ | BMW      | Gran Premio del Pilar                 | Saragossa                |
| 1956 | 500 cm³ | BMW      | Halle-Saale-Schleifen-Rennen          | Halle-Saale-Schleife     |